# Eduard Scheidemantel

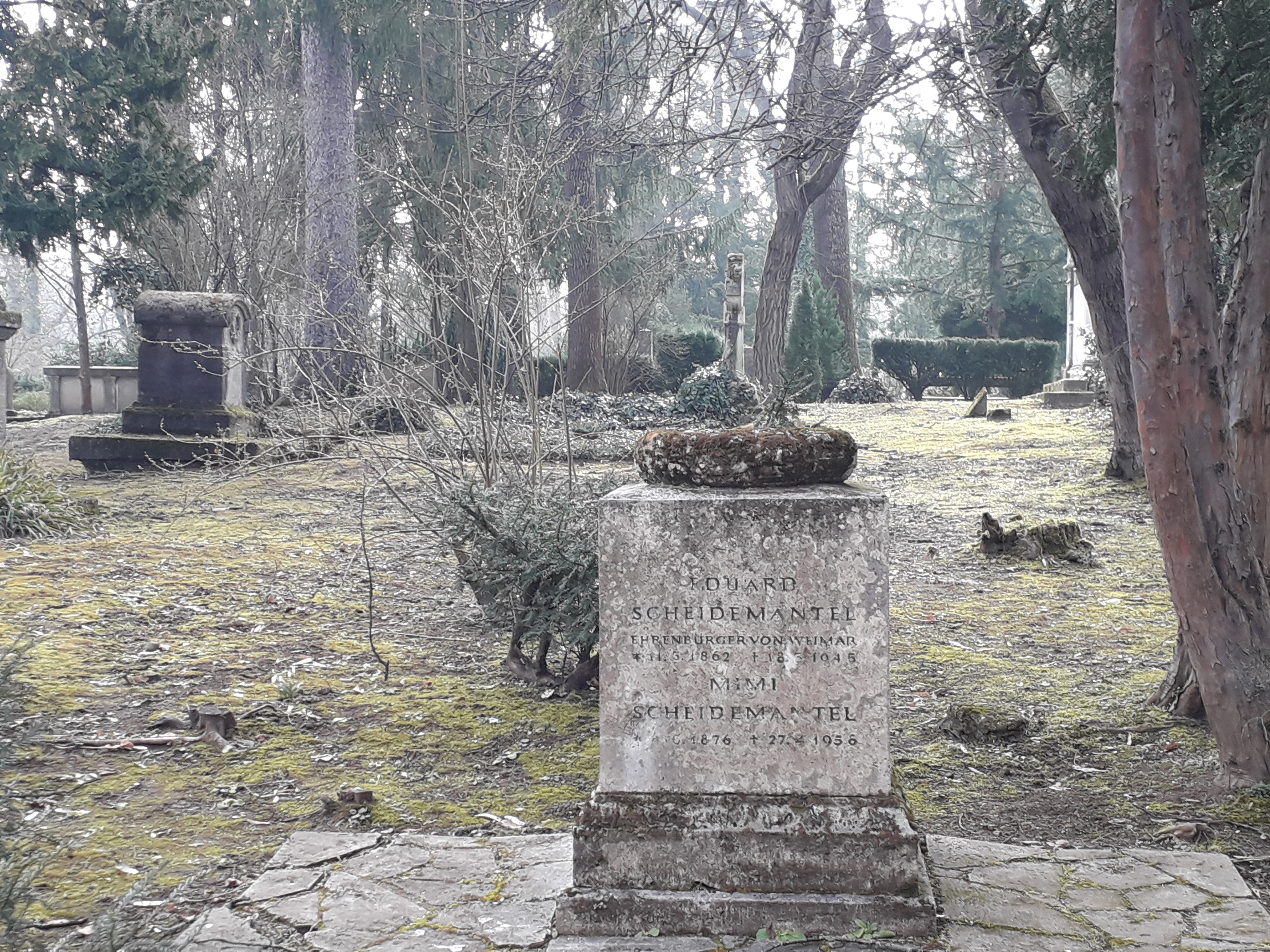
Grabmal von Eduard Scheidemantel auf dem Historischen Friedhof Weimar

Karl Louis Eduard Scheidemantel (* 11. März 1862 in Weimar; † 18. März 1945 ebenda) war ein deutscher Germanist.

## Leben
Scheidemantel war Sohn des Hofkunsttischlermeisters Hermann Scheidemantel und Charlotte Scheidemantel, geb. Bauch in Weimar. Sein Bruder war der Kammersänger Karl Scheidemantel.
Er studierte in Berlin und Leipzig. In Leipzig wurde er Mitglied und später Alter Herr des Klassisch-Philologischen Vereins im Naumburger Kartellverband. Er wurde 1883 an der Universität Leipzig zum Dr. phil. promoviert mit einer Arbeit unter dem Titel: Quaestiones Euanthianae.
Er machte sich als Literaturhistoriker und Herausgeber einen Namen. Er war Oberregierungsrat und Professor in Weimar.
Außerdem war er Direktor des Schillerhauses in Weimar und Vorsitzender des Deutschen Schillerbundes, ja 1906 auch dessen Mitbegründer. Ab 1912 wurde er Direktor des Goethe-Nationalmuseums, dessen Stellvertretender Direktor er bereits Jahre gewesen war. Im Jahre 1917 erfolgte die Eröffnung des Kirms-Krackow-Hauses in Weimar. Er selbst hatte bei der Einrichtung als Museum die Leitung. Es ist daher auch kein Zufall, dass Scheidemantel auch die Erinnerungen von Charlotte Krackow herausgegeben hatte. Diese handschriftlichen Erinnerungen Charlotte Krackow's stammten aus dem Jahre 1889. Charlotte Coelestine Krackow war nicht nur letzte Bewohnerin des Hauses, sondern auch die Nichte von Franz Kirms.
1942 wurde ihm die Goldene Goethe-Medaille verliehen. Er wurde 1926 Ehrenbürger der Stadt Weimar. Um 1920 wurde eine Büste mit dem Bildnis Scheidemantels aus Gips hergestellt, wobei der Schöpfer unbekannt geblieben ist. Sie ist im Besitz der Klassik Stiftung Weimar mit der Inventarnummer G 1860.
Scheidemantels Grab liegt auf dem Historischen Friedhof Weimar.

## Veröffentlichungen (Auswahl)
- Quaestiones Euanthianae, Dissertation Leipzig 1883 (Digitalisat; Vita auf S. 74).
- Zur Entstehungsgeschichte von Goethes Torquato Tasso, 1896.
- Das klassische Weimar, 1907.
- 10 Jahre Deutscher Schillerbund, Weimar 1917.
- Almanach des Weimar-Bundes deutscher Mädchen und Frauen, hrsg., Weimar 1926.
- Führer durch das Schillerhaus, 1930.
- Schillers Bestattung, Weimar 1930.
- Nachbarn und Gäste des Kirms-Krackow-Hauses, Weimar 1933.
- Schillers Diener Georg Gottfried Rudolph, 1939.

Dazu kommen noch zahlreiche Herausgaben, insbesondere von Goethes Werken.